# Engelburgsried
Engelburgsried ist ein Gemeindeteil der Gemeinde Grafling im Landkreis Deggendorf in Niederbayern. 
Der Weiler liegt im nördlichen Gemeindegebiet Graflings und östlich der Bundesstraße 11. Erreichbar ist Engelburgsried über eine Gemeindestraße. Der Hohlbauernwaldbach fließt durch Engelburgsried.
Bis zur Gemeindegebietsreform ein Gemeindeteil der ehemaligen Gemeinde Bergern, wurde Engelburgsried am 1. Januar 1976 nach Grafling eingemeindet.
Im Mai 2020 bestand der Ort aus 11 Anwesen. 
Der Literaturwissenschaftler und Kulturmanager Franz Schwarzbauer wurde am 8. November 1953 in Engelburgsried geboren.